# Thống chế Ý
Thống chế Ý (tiếng Ý: Maresciallo d'Italia) là một cấp bậc trong Quân đội Hoàng gia Ý (Regio Esercito). Được thành lập vào năm 1924 bởi nhà độc tài người Ý Benito Mussolini với mục đích tôn vinh các tướng lĩnh Luigi Cadorna và Armando Diaz, cấp bậc còn được trao cho một số tướng lĩnh cao cấp khác từ năm 1926 đến 1943. Cấp bậc này là cao nhất trong Quân đội Ý trước khi tạo ra cấp bậc Thống chế tối cao Đế chế năm 1938. Cấp bậc tương đương của Hải quân Hoàng gia (Regia Marina) là Đại đô đốc (Grande Ammiraglio) và của Không quân (Regia Aeronautica) là Thống chế Không quân (Maresciallo dell'Aria). Các cấp bậc này đều bị bãi bỏ năm 1946 với việc thành lập Cộng hòa Ý.

## Danh sách Thống chế Ý
| STT | Tên họ                                          | Hình ảnh | Quân chủng | Thời điểm thụ phong  | Ghi chú |
| --- | ----------------------------------------------- | -------- | ---------- | -------------------- | ------- |
| 1   | Luigi Cadorna                                   |          | Lục quân   | 4 tháng 11 năm 1924  |         |
| 2   | Armando Diaz                                    |          | Lục quân   | 4 tháng 11 năm 1924  |         |
| 3   | Paolo Thaon di Revel                            |          | Hải quân   | 4 tháng 11 năm 1924  |         |
| 4   | Emanuele Filiberto di Savoia-Aosta              |          | Lục quân   | 25 tháng 6 năm 1926  |         |
| 5   | Pietro Badoglio                                 |          | Lục quân   | 25 tháng 6 năm 1926  |         |
| 6   | Enrico Caviglia                                 |          | Lục quân   | 25 tháng 6 năm 1926  |         |
| 7   | Gaetano Giardino                                |          | Lục quân   | 25 tháng 6 năm 1926  |         |
| 8   | Guglielmo Pecori Giraldi                        |          | Lục quân   | 25 tháng 6 năm 1926  |         |
| 9   | Italo Balbo                                     |          | Không quân | 13 tháng 8 năm 1933  |         |
| 10  | Emilio De Bono                                  |          | Lục quân   | 16 tháng 11 năm 1935 |         |
| 11  | Rodolfo Graziani                                |          | Lục quân   | 9 tháng 5 năm 1936   |         |
| 12  | Ugo Cavallero                                   |          | Lục quân   | 1 tháng 7 năm 1942   |         |
| 13  | Ettore Bastico                                  |          | Lục quân   | 12 tháng 8, 1942     |         |
| 14  | Umberto Nicola Tommaso Giovanni Maria di Savoia |          | Lục quân   | 19 tháng 10, 1942    |         |
| 15  | Giovanni Messe                                  |          | Lục quân   | 12 tháng 5 năm 1943  |         |

## Ảnh

Cộng hòa xã hội
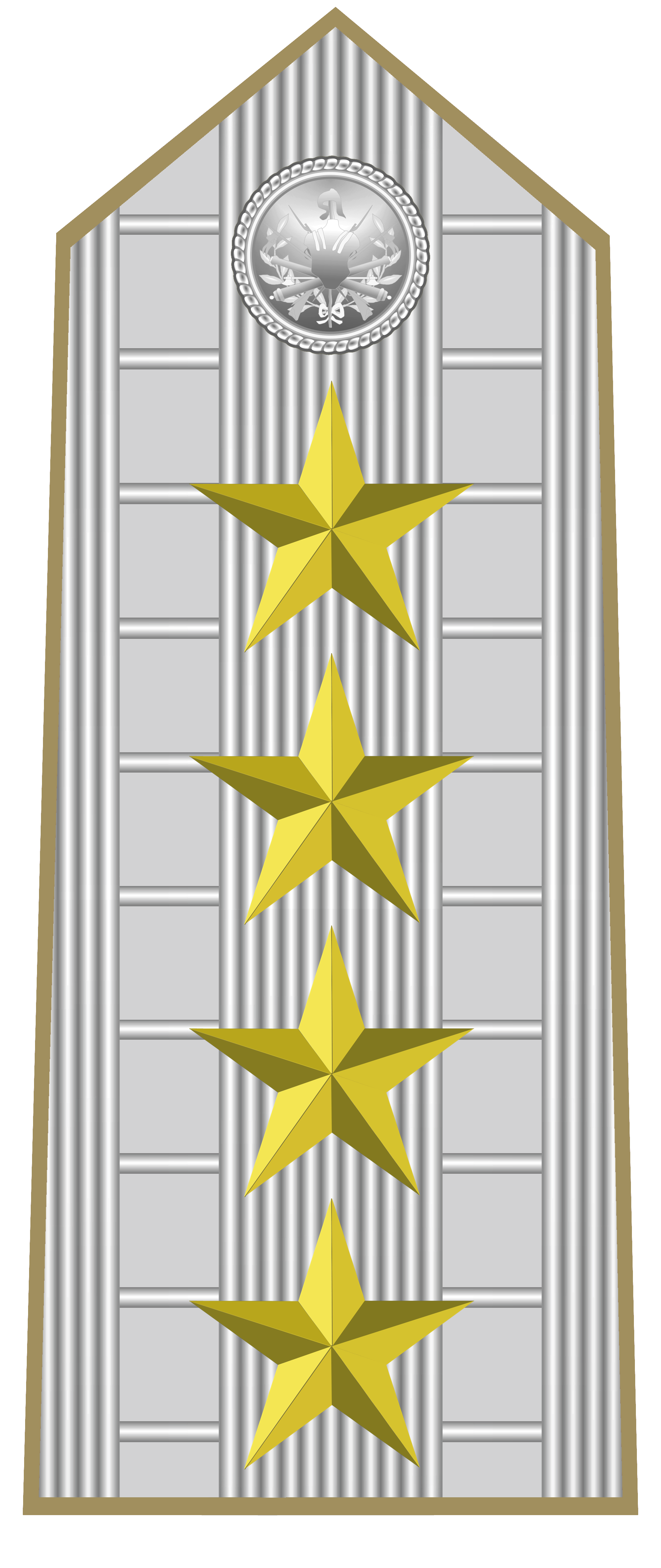
1945-1947